# Ectatomma planidens
Ectatomma planidens är en myrart som beskrevs av Borgmeier 1939. Ectatomma planidens ingår i släktet Ectatomma och familjen myror. Inga underarter finns listade i Catalogue of Life.

## Bildgalleri

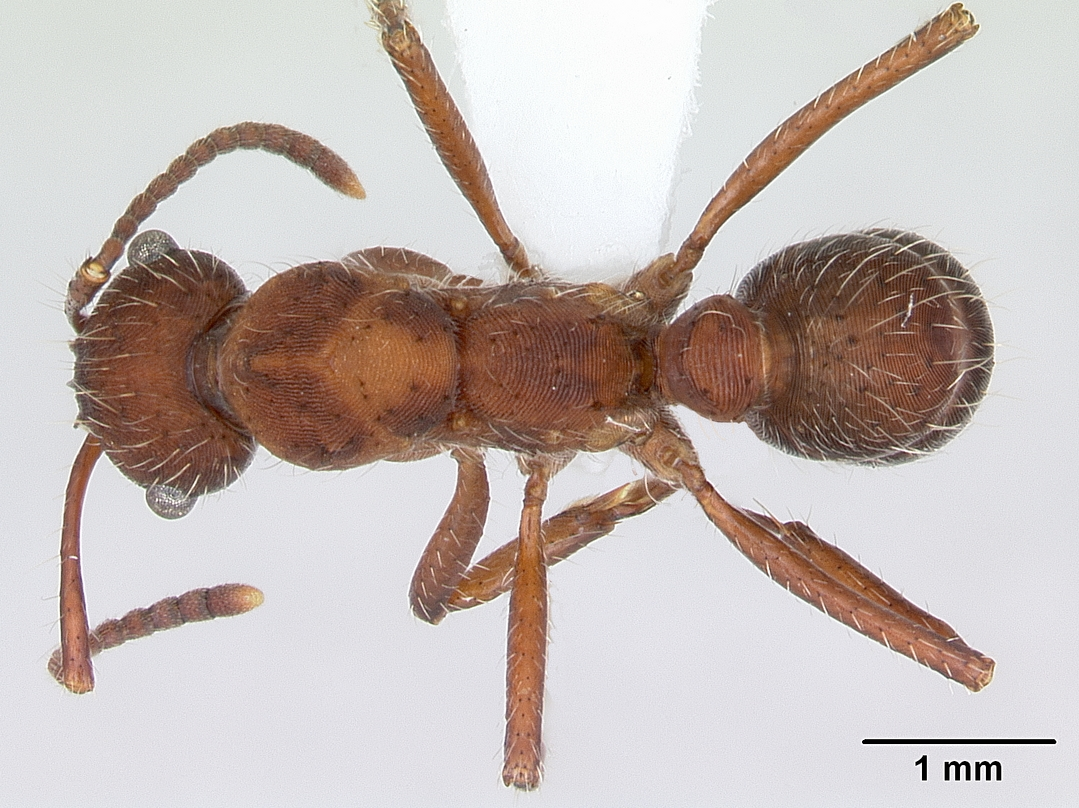
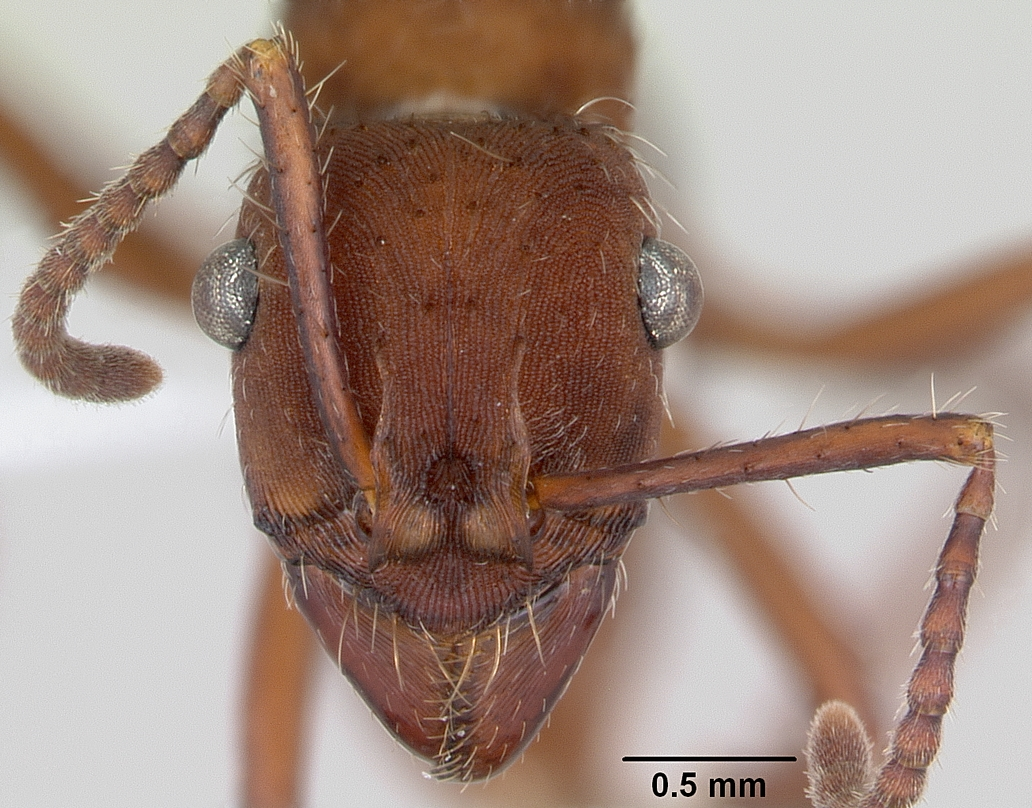
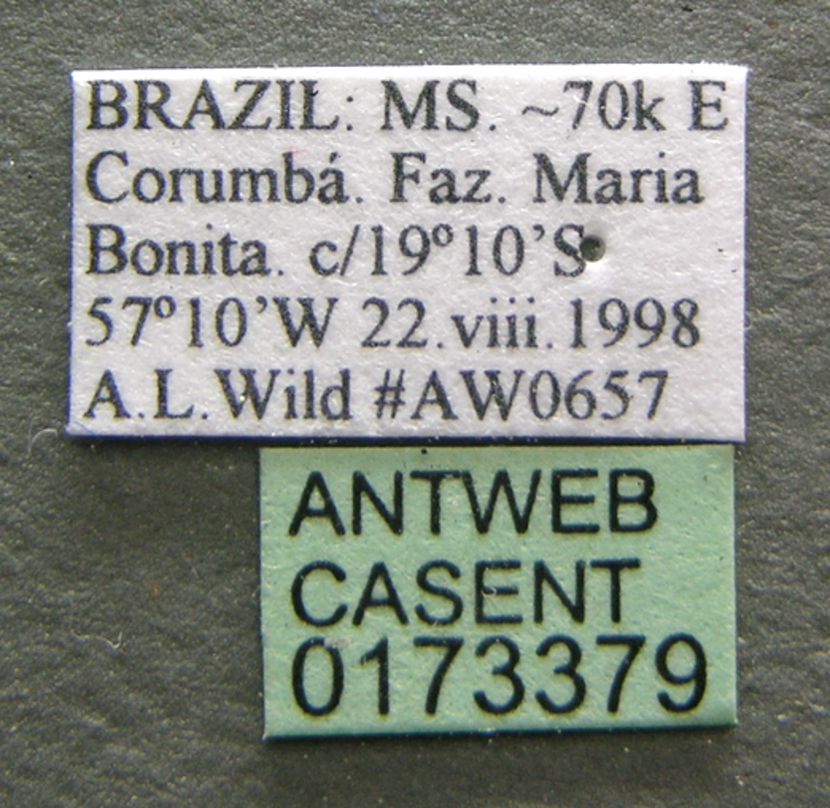
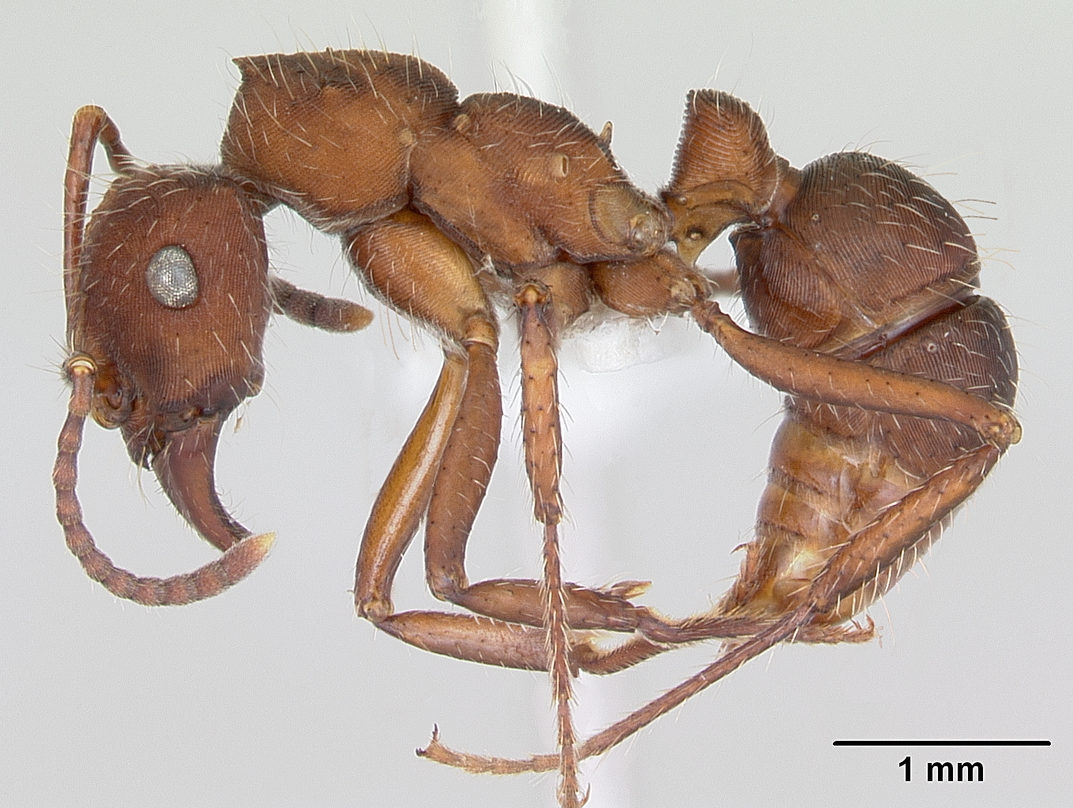